# Eduardo Hernández Cházaro
Eduardo Hernández Cházaro (Tlacotalpan, Veracruz, 4 de mayo de 1898-Ciudad de México, 23 de noviembre de 1957) fue un militar y político mexicano. Como miembro del Partido Revolucionario Institucional (PRI), fue en dos ocasiones diputado federal.

## Biografía
Realizó estudios básicos en Tlalcotalpan en una escuela dirigida por su tío Miguel Z. Cházaro. Estaba emparentado con Francisco Lagos Cházaro, quien fue presidente de México en 1915 nombrado por la Convención de Aguascalientes. Simpatizante de Francisco I. Madero, se unió a su campaña política siguiéndole hasta la Ciudad de México, tras la muerte de este, se unió al Ejército Constitucionalista el 23 de mayo de 1914 como 2o. teniente de caballería, sucesivamente fue ascendido a capitán 2o., capitán 1o, mayor y teniente coronel. 
De 1918 a 1920 fue elegido diputado federal a la XXVIII Legislatura. Partidario de Álvaro Obregón, en 1920 se unió a la revolución de Agua Prieta, donde fue ayudante del Gral. Joaquín Amaro Domínguez; fue integrante del Estado Mayor Presidencial durante la presidencia de Obregón de 1920 a 1924, subjefe del mismo en la presidencia de Plutarco Elías Calles de 1924 a 1928; y jefe del Estado Mayor Presidencial y secretario del presidente Pascual Ortiz Rubio de 1929 a 1930. El 29 de septiembre de 1929 fuerzas a su mando disolvieron violentamente una manifestación de apoyo a José Vasconcelos, con resultado de la muerte del estudiante vasconcelista Germán del Campo y numerosos heridos en la Avenida Hidalgo junto a la Alameda Central de la Ciudad de México.
De 1930 a 1931 fue inspector de agregados militares y de 1931 a 1935 cónsul general de México en San Antonio, Texas. De 1939 a 1940 fue integrante del comité ejecutivo de la campaña de Manuel Ávila Camacho a la presidencia de México en las elecciones de 1940. En ese mismo proceso electoral resultó elegido diputado federal por el Distrito 12 de Veracruz a la XXXVIII Legislatura que tuvo su vigencia de dicho año al de 1943. En ella fue integrante de la Gran Comisión; de la comisión 1a. de Defensa Nacional; 2a. de Credenciales; y, secretario de la de Control Político.
En 1944 ascendió a general brigadier y en 1949 a general de brigada. De 1950 a 1951 fue comandante de la 23.ª Zona Militar en Tlaxcala de Xicohténcatl, Tlaxcala y de 1951 a 1957 de la 22.ª Zona Militar en Toluca de Lerdo, estado de México; en 1952 había ascendido a general de división. Falleció en la Ciudad de México el 23 de noviembre de 1957.